# Campionat britànic de motocròs 1976
La temporada de 1976 del Campionat britànic de motocròs fou la 25a edició d'aquest campionat, organitzat per l'ACU.

## Classificació final

### Open
| Posició | Pilot         | Motocicleta | Punts |
| ------- | ------------- | ----------- | ----- |
| 1       | Graham Noyce  | Maico       | 192   |
| 2       | Vic Allan     | CCM         | 127   |
| 3       | Neil Hudson   | Maico       | 109   |
| 4       | John Banks    | CCM         | 85    |
| 5       | Vic Eastwood  | CCM         | 74    |
| 6       | Rob Hooper    | Maico       | 67    |
| 7       | Andy Roberton | Montesa     | 62    |
| 8       | Bob Wright    | Maico       | 44    |
| 9       | Bryan Wade    | Maico       | 43    |
| 10      | Ivan Miller   | Bultaco     | 40    |